# Mary Katharine Brandegee

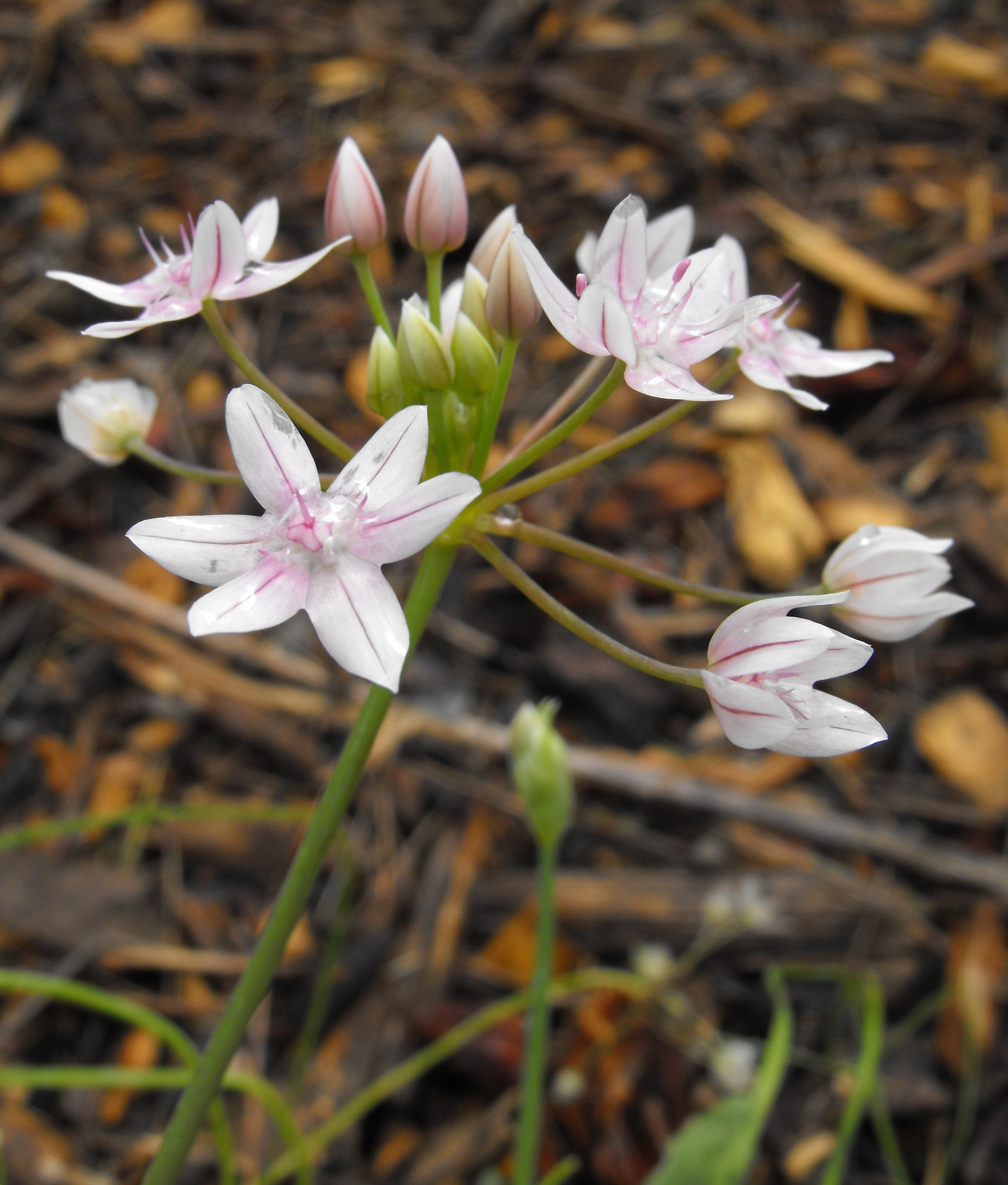
Allium hyalinum beskrevs av M.K. Curran 1885.

Mary Katharine Brandegee, född Layne den 28 oktober 1844 i västra Tennessee, död den 3 april 1920 i Berkeley, Kalifornien, var en amerikansk botaniker känd för sina omfattande studier av Kaliforniens flora.

## Biografi
Brandegee föddes i Tennessee, men familjen flyttade västerut och hamnade till slut i Folsom, Kalifornien. Där gifte hon sig 1866 med ortens konstapel Hugh Curran, men då denne avled 1874, flyttade hon till San Francisco och började studera medicin vid University of California. Hon blev där intresserad av medicinalväxter och när hon tagit sin doktorsexamen 1878 blev det så att hon, i stället för att fortsätta som läkare, studerade botanik under Hans Hermann Behr som varit hennes lärare i materia medica.
Med Behrs bistånd började hon arbeta vid California Academy of Sciences herbarium under Albert Kellogg och 1883 utsågs hon till intendent med en månadslön på 40 dollar. 1884 blev hon redaktör för den nyinstiftade Bulletin of the California Academy of Sciences och hon bidrog själv till första numret genom att i detta beskriva tre nya arter. När Proceedings of the California Academy of Sciences (som lagts ner 1877 på grund av akademins ekonomiska problem) återupptog utgivningen 1887, lades Bulletin ner och 1888 blev hon redaktör för denna.
Vid denna tid bosatte sig järnvägsingenjören Townshend Stith Brandegee, som läst några botanikkurser vid Yale University och som under sina resor samlade växter åt botaniker i östra USA (exempelvis Asa Gray), i San Francisco där han blev medlem i akademin, och den 29 maj 1889 gifte de sig. 1890 startade paret den privata vetenskapstidskriften Zoe och 1891 California Botanical Club, den första botaniska föreningen på den amerikanska västkusten. 1894 flyttade paret Brandegee till San Diego, vilket innebar att Katharine Brandegee slutade sin kuratorstjänst för att ha närmare till den mexikanska floran. I San Diego arbetade de på ett privat herbarium, som kom att bli det största privatherbariet i USA:s historia, och anlade en egen "botanisk trädgård", vilken 1902 jämfördes med Missouri Botanical Garden som levande typsamling av kaktusar.
Efter jordbävningen i San Francisco 1906 flyttade paret till Berkeley och donerade sitt herbarium till University of California, Berkeley, vilket gjorde dem till hedersintendenter. Denna donation på 100 000 exemplar från Kalifornien, Arizona och Mexiko var speciellt viktig eftersom den innehöll många dubbletter till Academy of Sciences herbarium, vilket förstörts i en av bränderna efter jordbävningen. Makarna Brandegee fortsatte att arbeta med herbariet livet ut.
Auktorsnamnet Curran kan användas för Mary Katharine Brandegee i samband med ett vetenskapligt namn inom botaniken; se Wikipediaartiklar som länkar till auktorsnamnet.

Auktorsnamnet K.Brandegee kan användas för Mary Katharine Brandegee i samband med ett vetenskapligt namn inom botaniken; se Wikipediaartiklar som länkar till auktorsnamnet.

## Eponym
Ett otal arter är uppkallade efter paret Brandegee (endera eller båda). Exempel:
- brandegeae: Amsinckia brandegeae, Elodea brandegeae, Eriastrum brandegeae
- brandegeeana: Acacia brandegeeana, Ilex brandegeeana, Justicia brandegeeana, Polygala brandegeeana, Sibara brandegeeana
- brandegeei: Adelia brandegeei, Anemia brandegeei, Brahea brandegeei, Condalia brandegeei, Ditaxis brandegeei, Echinocereus brandegeei, Fritillaria brandegeei, Gordonia brandegeei, Lomatium brandegeei, Mammillaria brandegeei, Muhlenbergia brandegeei, Phyllanthus brandegeei, Polemonium brandegeei, Quercus brandegeei, Salvia brandegeei, Zuckia brandegeei
- brandegei: Arracacia brandegei, Astragalus brandegei, Cirriphyllum brandegei, Dalea brandegei, Ficus brandegei, Trifolium brandegei, Tephrosia brandegei

Katharine har även åtskilliga arter uppkallade efter sin tid som M.K. Curran, exempelvis:
- curranii: Acacia curranii , Amyema curranii, Cyathea curranii, Dendrochilum curranii, Diospyros curranii, Elaeocarpus curranii , Ilex curranii, Swartzia curranii

Och sex arter efter flicknamnet Layne, (fem av dem beskrivna av akademikollegan Edward Lee Greene) som till exempel:
- layneae: Astragalus layneae, Diplacus layneae, Lupinus layneae[3], Senecio layneae

Alfred Cogniaux beskrev 1890 gurkväxtsläktet Brandegea i Proceedings.